# Ugo Signorini
Ugo Signorini (Firenze, 1º maggio 1935 – Firenze, 21 gennaio 1999) è stato un artista e pittore italiano, esponente dell'arte del 900.

## Biografia
Si diploma all'Istituto d'Arte di Firenze, partecipa a collettive di pittura, fa parte del gruppo del Conventino. Ancora studente, frequenta lo studio di Rodolfo Fanfani apprendendo i primi rudimenti nella cromatica del vetro. Inizia l'attività come artista figurativo, ma si esprime in vari stili: dal classico, al liberty, all'astrattismo.
Tra le sedi che ospitano lavori di Signorini vi sono il Santuario della Madonna del Carmine a Capannori (un insieme di vetrate che raffigurano un volo di angeli che si sviluppa in una superficie di 220 m², realizzate con vetro dalles rilegato in una struttura di cemento e ferro), le scuole Pie Fiorentine a Firenze, la residenza del Presidente della Repubblica a San Rossore, la cattedrale a Pitigliano, la chiesa Parrocchiale di Baccinello a Grosseto, lo studio privato del Cardinale Villot in Vaticano, la villa del conte Luchino Visconti a Castel Gandolfo e ad Ischia, La grande vetrata della chiesa di S.Antonio di Padova a Marocco di Mogliano Veneto (TV) raffigurante il Cristo crocifisso ed infine a Conegliano ha eseguito su commissione del Vescovo Albino Luciani, divenuto Papa Giovanni Paolo I, una grande vetrata raffigurante la Madonna di Fatima. Da segnalare anche le molte vetrate istoriate nella chiesa parrocchiale di Talamone (GR), la finestra vetrata policroma nel palazzo Graziani Baglioni di Torgiano (PG).
Sue opere si trovano anche all'estero negli Stati Uniti, in Liberia, Grecia, Arabia.

## Opere Principali
- La resurrezione di Gesù (1968, Lucca)
- Madonna con Bambino (1969, Venezia)
- Cristo Crocifisso (1978, Marocco di Mogliano veneto - TV) Marocco (Veneto)#Chiesa di Sant'Antonio
- Sorella luna fratello sole (1979, Grosseto)
- Eucaristia, Pellicano, San Gregorio, San Francesco (1981, Talamone)
- I sette sacramenti (1990, Riccione)
- Madonna di Fatima (1990, Treviso)
- Assunzione della Madonna in cielo (1997, Castiglione della Pescaia)